# Младен Звездов
Младен Звездов е български революционер, деец на Вътрешната македоно-одринска революционна организация.

## Биография
Роден е в 1883 година в град Прилеп, тогава в Османската империя, днес в Северна Македония. От 1901 година е член на ВМОРО, като изпълнява терористични задачи. Взима участие в Илинденско-Преображенското въстание в четата на Стоян Трайков. При избухването на Балканската война в 1912 година е доброволец в Македоно-одринското опълчение в четата на Милан Гюрлуков. Оставя спомени за въстанието в Мариово.